# مارك وينستانلى
مارك وينستانلى (بالإنجليزية: Mark Winstanley)‏ هو لاعب كرة قدم بريطاني في مركز الدفاع، ولد في 22 يناير 1968 في سانت هلنز في المملكة المتحدة. لعب مع بريستون نورث إيند وبولتون واندررز وسكونثورب يونايتد وشروزبري تاون ونادي بيرنلي ونادي ساوثبورت ونادي كارلايل يونايتد.

## وصلات خارجية
- مارك وينستانلى على موقع قاعدة بيانات كرة القدم.إي يو (الإنجليزية)
- مارك وينستانلى على موقع Soccerbase.com (لاعب) (الإنجليزية)